# Alla kungens män (film, 1949)
Alla kungens män (engelska: All the King's Men) är en amerikansk dramafilm från 1949 i regi av Robert Rossen. I huvudrollerna ses Broderick Crawford, Joanne Dru, John Ireland, John Derek och Mercedes McCambridge. Den hade världspremiär den 8 november 1949 och Sverigepremiär den 7 augusti 1950. Filmen handlar om politikern Willie Stark och hans uppgång och slutliga fall. Den belönades med en Oscar för bästa film 1949. 

## Rollista i urval
| Broderick Crawford   | – Willie Stark         |
| John Ireland         | – Jack Burden          |
| Joanne Dru           | – Anne Stanton         |
| John Derek           | – Tom Stark            |
| Mercedes McCambridge | – Sadie Burke          |
| Shepperd Strudwick   | – Adam Stanton         |
| Ralph Dumke          | – Tiny Duffy           |
| Anne Seymour         | – Mrs. Lucy Stark      |
| Katherine Warren     | – Mrs. Burden          |
| Raymond Greenleaf    | – domare Monte Stanton |
| Walter Burke         | – Sugar Boy            |
| Will Wright          | – Dolph Pillsbury      |
| Grandon Rhodes       | – Floyd McEvoy         |
| H.C. Miller          | – Pa Stark             |
| Richard Hale         | – Richard Hale         |
| William Bruce        | – polischefen          |
| A.C. Tillman         | – sheriff              |
| Houseley Stevenson   | – Madison, redaktör    |
| Truett Myers         | – begravningsprästen   |
| Phil Tully           | – fotbollstränaren     |
| Helene Stanley       | – Helene Hale          |
| Reba Waterson        | – receptionist         |